# 达吉斯坦国立大学
达吉斯坦国立大学（俄语：Дагестанский государственный университет），简称达国大（ДГУ），是位于俄罗斯北高加索联邦管区达吉斯坦共和国马哈奇卡拉的一所高等教育机构。
达吉斯坦国立大学的前身是1931年成立的达吉斯坦农业教育学院，1957年改为现名。

## 历史沿革
1931年10月8日，达吉斯坦苏维埃社会主义自治共和国人民委员会决定在马哈奇卡拉设立达吉斯坦农业教育学院（俄语：Дагестанский государственный педагогический институт）。同年11月举行开班典礼，共录取75名学生，设有三个班（社会学与文学、物理与技术、生物与化学）。1935年，第一批学生顺利毕业，同年共有260余名在校生，以及30余名专任教师。1941年苏德战争开始后，克里米亚国立教育学院的师生撤离至马哈奇卡拉。同年11月，达吉斯坦政府将克里米亚国立教育学院并入达吉斯坦农业教育学院。战争期间，众多师生奔赴前线。1954年，学院新教学楼竣工，旧教学楼改建为宿舍。1957年10月31日，苏联部长会议批准在吉斯坦农业教育学院基础上成立达吉斯坦国立大学，设置历史与语文系、物理与数学系、自然科学系、外语系、工程技术系等5个院系。1958年，达吉斯坦国立大学以弗拉基米尔·伊里奇·列宁的名字命名。1980年，达吉斯坦国立大学共有11个院系，7487名学生。1981年，达吉斯坦国立大学被授予各族人民友谊勋章。

## 组织机构
校区
- 校本部（马哈奇卡拉）
- 杰尔宾特校区
- 伊兹别尔巴什校区
- 哈萨维尤尔特校区
- 基兹利亚尔校区

院系
- 生物系
- 历史系
- 社会学系
- 东方学系
- 外语系
- 信息与信息技术系
- 文化学系
- 数学与计算机科学系
- 心理与哲学系
- 管理系
- 物理学系
- 语文系
- 化学系
- 经济学系
- 国际教育系
- 体育系
- 继续教育系
- 法学院
- 生态与可持续发展研究院

## 历任校长
- 丹尼尔·沙纳瓦佐夫（1931年－1933年）
- 哈利勒·法塔利耶夫（1942年－1943年）
- 阿布塔利布·阿比洛夫（1954年－1962年）
- 阿卜杜拉·阿利耶夫（1962年－1965年）
- 阿布塔利布·阿比洛夫（1965年－1987年）
- 阿赫迈德·马戈梅多夫（1987年－1991年）
- 马戈梅多米尔扎·米尔扎梅托夫（1991年－1992年）
- 奥马尔·奥尔罗夫（1992年－2007年）
- 穆尔塔扎利·拉巴达诺夫（2007年－）